# Большая Горбунова

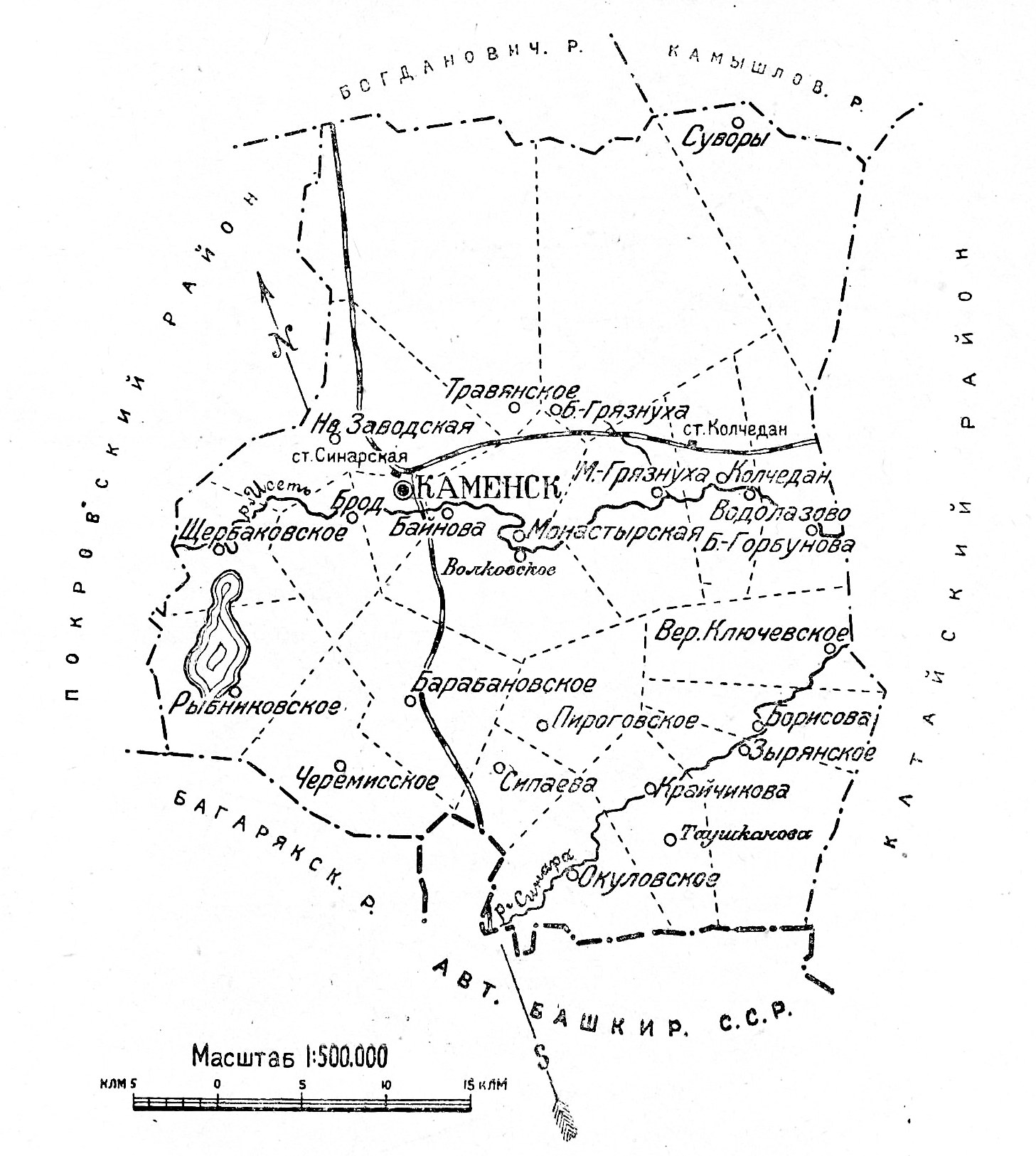
Большая Горбунова на схеме Каменского района; 1928 год

Большая Горбунова — деревня в Катайском районе Курганской области. Входит в состав Верхнеключевского сельсовета.

## География
Деревня расположена на правом берегу реки Исети, в 20 километрах (в 25 километрах по автодороге) к западу от районного центра города Катайска, в 215 километрах (в 243 километрах по автодороге) к северо-западу от областного города Кургана, в 27 километрах к юго-востоку от города Каменска-Уральского.

## История
Деревня Горбунова основана в XVII веке. В переписи Льва Поскочина 1680—1683 года указано, что в деревне Горбуновой было 15 дворов.
Первым переселился в 1676 году Иван Жданов, затем поселились Федот Воронов, Антип Дулепин, Якунка Ушинков, Якушка Крайчиков.
В «Переписной книге Тобольского уезда», составленной тобольским дворянином Иваном Семеновичем Полозовым и подьячим приказной палаты Яковым Лапиным в 1695 году записаны жители деревни Горбуновой Колчаданского острога. С 1781 года входила в Далматовский уезд Пермского наместничества. С 1796 года входила в Колчеданскую волость Камышловского уезда Пермской губернии. В конце XIX века разделилась на Большую и Малую.
В религиозном отношении деревня входила в Колчеданский приход. По состоянию на 1902 год, население в деревне русское, состояло из государственных крестьян, отставных и уволенных в запас армии солдат.
По данным на 1902 год и 1928 год, в деревне работала школа.
В июле 1918 года установлена белогвардейская власть. В июле 1919 года установлена советская власть.
В 1919 году образован Горбуновский (Малогорбуновский) сельсовет. В 1923 году сельсовет вошёл в Каменский район Шадринского округа Уральской области. С 18 января 1935 года сельсовет входил в Катайский район. 16 июня 1962 года Мало-Горбуновский сельсовет упразднён. Деревня вошла в состав Верхнеключевского сельсовета.
В советское время жители работали в колхозе имени Кирова. В 1957 году колхоз возглавил Артемий Анисимович Кирпищиков (1909—1986). В 1961 году колхоз вошёл в состав молочного совхоза «Красные Орлы».

## Население
| 1869 | 1904 | 1920 | 1926 | 1989 | 2002 | 2010 |
| ---- | ---- | ---- | ---- | ---- | ---- | ---- |
| 651  | ↗687 | ↗748 | ↗781 | ↘10  | ↗14  | ↗19  |

Национальный состав
- По данным переписи населения 2002 года, проживало 14 человек, из них русские — 57 %, казахи — 14 %.
- По данным переписи 1926 года, в деревне Большой Горбуновой было 176 дворов с населением 781 человек (мужчин — 378, женщин — 403). Национальный состав следующий: 779 русских, 2 зырянина.[6]

## Инфраструктура
| Список улиц | Список улиц | Список улиц  |
| #           | Тип         | Название     |
| ----------- | ----------- | ------------ |
| 1           | улица       | Ленина       |
| 2           | улица       | Кирова       |
| 3           | улица       | Карла Маркса |
| 4           | улица       | Верхняя      |